# Schloss Wöllan
Schloss Wöllan (slowenisch Velenjski grad) ist ein auf eine mittelalterliche Höhenburg zurückgehendes Schloss oberhalb von Velenje (deutsch: Wöllan) in Slowenien.
Das Schloss beherbergt heute mehrere Dauerausstellungen über lokale Geschichte, urgeschichtliche Fossilien, eine Sammlung afrikanischer Masken, Barockkunst aus der Kirche in Škale (Skalis) und ein Museum der slowenischen Malerei des 20. Jahrhunderts.

## Geschichte
Burg Wöllan wurde 1264 als Besitz der Königsberger (slowenisch Kunšperk) erstmals urkundlich erwähnt. Im Jahr 1322 verpfändete Friedrich von Königsberg Burg Wöllan an Herdegen und Friedrich von Pettau. Danach wechselte die Burg häufig den Besitzer. In der zweiten Hälfte des 15. Jahrhunderts lebte die Familie Lichtenberg auf der Burg, durch Heirat kam die Burg im 16. Jahrhundert in die Hände der Wagen von Wagensperg über. Die von Lichtenberg und die Wagen von Wagensperg unterstützten die Verbreitung des lutherischen Glaubens im Schallegger Tal (Šaleška dolina). Die Wagen zu Wagensberg ließen Burg Wöllan zu einem Renaissanceschloss umbauen. Die Flagge im Schlosshof erinnert heute an die Wagen zu Wagensberg.
Die Umbauten wurden unter den von Sauer abgeschlossen. Danach befand sich die Burg im Besitz von Vertretern des niederen Amtsadels; Mitte des 19. Jahrhunderts für kurze Zeit der Familie de la Fontaine d’Harnoncourt-Unverzagt, dann der Familie Adamovich de Csepin. Die bekannte Villa Bianca, ein Herrenhaus in der Altstadt von Wöllan ist nach Bianca von Adamovich de Csepin benannt. Heute erinnert das Wappen in der Südwand des Palas an die von Adamovich de Csepin. Im Jahr 1918 verkauften die von Adamovich de Csepin das Schloss an die Coronini Cromberg aus Görz, die die letzten privaten Besitzer des Schlosses waren.

## Baugeschichte
Die ursprüngliche Burg aus der Mitte des 13. Jahrhunderts hatte die Form einer unregelmäßigen Anlage mit einem kleinen Turm in der nordwestlichen Ecke und einem schmalen Palas, der entlang des südlichen Teils der Anlage errichtet wurde. In der zeit der Spätgotik wurde ein starker runder Wehrturm an der südwestlichen Ecke der Burg angebaut. Während der Hochrenaissance erhielt das Schloss in Grundzügen sein heutiges Aussehen, wobei typische Elemente der Renaissance, wie Arkaden angebaut wurden, und die Ringmauer mit einem Rondell erweitert wurde. Auf der Ostseite wurde eine Erweiterung an die Burg angebaut. Die nördlichen Burgmauer wurde dabei abgebrochen und ein neuer Trakt mit einer Treppe errichtet, die seither Zugang zum Inneren der Burg erlaubt. Heute erinnert vor allem der runde Wehrturm an den mittelalterlichen Baubestand.